# Phoradendron triflorum
Phoradendron triflorum är en sandelträdsväxtart som beskrevs av E.A. Kellogg. Phoradendron triflorum ingår i släktet Phoradendron och familjen sandelträdsväxter. Inga underarter finns listade i Catalogue of Life.